# Madine
Madine – rzeka we Francji, przepływająca przez tereny departamentów Moza oraz Meurthe i Mozela, o długości 31,6 km. Stanowi dopływ rzeki Rupt de Mad.